# Монтиньи, Франсуа де Лагранж
Франсуа де Лагранж д'Аркьен (фр. François de La Grange d'Arquien; около 1554 — 9 сентября 1617) — французский военный и государственный деятель, маршал Франции, известный как маршал Монтиньи.

## Биография
Сын Шарля де Лагранжа (ум. после 1585), сеньора де Монтиньи, де Везюр, нижнего Фуйюа и части Аркьена, рыцаря ордена короля и губернатора Шарите-сюр-Луар, и Франсуазы де Рошешуар, дамы де Буато.
Сеньор де Монтиньи и де Сери. Воспитывался вместе с Генрихом III, последовательно был штатным дворянином Палаты короля, капитаном Ста дворян его дома и его первым дворцовым распорядителем. в 1575 год стал губернатором Буржа и капитаном роты жандармов.
Сопровождал Генриха в Польшу. Там, по словам Пуллена де Сен-Фуа, с ним произошло весьма печальное приключение. Будучи еще очень юным, Лагранж влюбился в знатную даму, которую французский автор называет графиней Вьеноской (Vienoska), и был ею любим. Его соперник, некий итальянец, имел подлость возбудить жестокие подозрения у мужа графини, человека по природе ревнивого и свирепого, и тот, приставив жене кинжал к горлу, сказал ей, что поверит в ее невинность, только если она скажет мальчику, посланному Монтиньи, что будет ждать в 11 часов вечера, и откроет калитку в сад. Дама ответила с твердостью, что не будет соучаствовать в убийстве, и была немедленно заколота. Монтиньи, «сердце которого было пронзено сильной скорбью», пришел на могилу графини, где простерся на земле, проливая слезы. Там он столкнулся с «варваром Вьеноским» и итальянцем. Те бросились на него со шпагами в руках, но после недолгого боя француз уложил обоих на месте, отомстив за возлюбленную.
Через несколько недель он покинул Польшу вместе с Генрихом III. Пуллен де Сен-Фуа пишет: «Говорят, что он был одним из миньонов этого принца».
В битве при Кутра 20 октября 1587 опрокинул эскадрон виконта де Тюренна, но сражение было проиграно и Монтиньи был взят в плен. Под ним была убита лошадь, и сдался он после долгого боя, в котором дрался пешим. Генрих Наваррский отпустил его без выкупа и вернул ему знамёна.
Был ранен в руку выстрелом из аркебузы при обороне пригорода Тура 8 мая 1589. Одним из первых признал Генриха IV, и неоднократно отличился в боях за этого короля. Был назначен губернатором и генеральным наместником Берри на место Лашатра, примкнувшего к Лиге, и генеральным наместником, командующим в Блезуа, Берри и  Вандоме 11 июня 1589. Сражался в битве при Иври 14 марта 1590.
В 1591 году заставил Лашатра снять осаду Обиньи, содействовал королю при осаде и взятии Шартра. При помощи д’Антрага разгромил полк Кудре и восемьсот орлеанцев, пришедших к тому на помощь, при этом убил четыреста человек. Отличился в битве при Омале, в 1592 году участвовал в осаде Руана.
28 февраля 1594 года отказался от губернаторства в Берри, вернув должность Лашатру. Под командованием маршала Бирона разбил при Ла-Фере испанский эскорт, сопровождавший крупный конвой в Лан.
7 января 1595 пожалован в рыцари орденов короля. Был с Генрихом IV в битве при Фонтен-Франсез. 28 июля 1595 стал генерал-кампмейстером легкой кавалерии. Командовал легкой кавалерией при осаде Амьена в 1597 году. 20 июня произведен в лагерные маршалы.
2 июня 1600 назначен генеральным наместником в Париже с губернаторскими почестями, после отставки Антуана д'Эстре, и был зарегистрирован парламентом 12 числа. Постановлением, данным в Фонтенбло 11 мая 1607, назначен генеральным наместником области Меца, вместо сьёра де Лианкура, который, соответственно, сменил его в должности парижского наместника. 29 июня в Фонтенбло также назначен губернатором Вердена после смерти барона д’Оссонвиля.
10 июня 1610 назначен лагерным маршалом и командующим кавалерией в армии маршала Лашатра, посланной в Юлих. По причине болезни он смог присоединиться к армии только за два дня до сдачи Юлиха.
После убийства Генриха IV не стал вступать ни в какие лиги и участвовать в интригах против администрации Марии Медичи.
30 декабря 1611 года отказался от должности генерал-кампмейстера в пользу зятя, графа де Сент-Эньяна, а 14 декабря 1613 от наместничества в Мессенской области в пользу своего сына.
14 декабря 1615 назначен лагерным маршалом в армию герцога де Гиза, собранную для противодействия недовольным принцам.
1 сентября 1616 в Париже произведен в маршалы Франции, в рассуждение заслуг перед короной и в качестве поощрения для борьбы с мятежниками. 3-го получил капитанство над сотней тяжеловооруженных всадников. 7 сентября принес присягу. Получил командование армией в Берри, заставившей 19-го капитулировать Большую башню в Бурже и подчинившей королю все крепости, которые держал принц Конде. 16 декабря назначен командующим армией в Бурбонне и Ниверне. В следующем году взял Куази, Кламеси, Донзи, Отрен, взял в плен принца Порсианского, второго сына герцога Неверского.

## Семья
Жена: Габриель де Креван, дочь Клода II де Кревана, сеньора де Ла-Мота и де Бове в Турени, и Маргариты де Альвен
Дети:
- Эме де Лагранж, умер в замке Блуа 1 июля 1590 в возрасте трех лет и одного месяца
- Анри-Антуан де Лагранж, сеньор де Монтиньи, генеральный наместник Меца, Туля и Вердена. Жена (11.10.1621): Мари Лесерье, дама де Нёшель, дочь Луи Лесерье, сеньора де Нёшель, и Мари д'Обре
- Жаклин де Лагранж (ум.3.1632). Муж: Онора де Бовилье, граф де Сент-Эньян, барон де Лаферте-Юбер, генерал-кампмейстер легкой кавалерии, генеральный наместник Берри. Дети от этого брака унаследовали все владения этой ветви семейства Монтиньи